# Łukasz Pawłowski

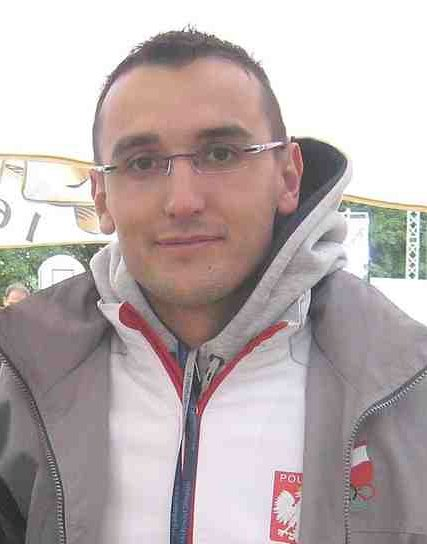
Łukasz Pawłowski 2008

Łukasz Zygmunt Pawłowski (* 11. Juni 1983 in Toruń) ist ein ehemaliger polnischer Ruderer. Er trainierte beim Klub AZS UMK Energohandel Toruń.
Er hat das Technikum Mechaniczne Toruń abgeschlossen und studiert an der Akademia Bydgoska (2008). Bei den Olympischen Sommerspielen 2008 gewann er im Leichtgewichts-Vierer ohne Steuermann zusammen mit Bartłomiej Pawełczak, Miłosz Bernatajtys und Paweł Rańda die Silbermedaille.

## Erfolge
- Olympische Sommerspiele
  - Silber im Leichtgewichts-Vierer ohne Steuermann (2008)
  - Teilnahme im Leichtgewichts-Vierer ohne Steuermann an den Olympischen Sommerspielen 2012, hier im Hoffnungslauf ausgeschieden

- Weltmeisterschaften
  - Bronze im Leichtgewichts-Achter (2006)
  - 8. Platz im Leichtgewichts-Vierer ohne Steuermann (2007)
  - Bronze im Leichtgewichts-Vierer ohne Steuermann (2009)
  - 7. Platz im Leichtgewichts-Vierer ohne Steuermann (2011)
  - 8. Platz im Leichtgewichts-Vierer ohne Steuermann (2013)

- Europameisterschaften 
  - Silber im Leichtgewichts-Vierer ohne Steuermann (2010)
  - 8. Platz im Leichtgewichts-Vierer ohne Steuermann (2013)